# خالد بن سلیمان
خالد بن سلیمان (انگلیسی: Khaled Ben Slimene؛ زادهٔ ۱۴ دسامبر ۱۹۹۴) بازیکن والیبال اهل تونس است.